# Grodzisko w Sońsku
Grodzisko w Sońsku – grodzisko typu nawodnego z okresu wczesnego średniowiecza, położone w Sońsku przy lewym brzegu rzeki Sony.  

## Usytuowanie
Grodzisko jest położone w dolinie rzeki Sony na jej lewym brzegu w odległości około 200 metrów na południowy zachód od kościoła w Sońsku, zwane jest przez miejscową ludność „Szwedzkim Okopem”.

## Geomorfologia
Grodzisko posiada kształt pierścieniowaty o wymiarach 80 m x 75 m, wymiary jego wnętrza to 50 m x 40 m. Wał w stosunku do rzeki Sony wznosi się na wysokość do 4,3 m.

## Historia
Od strony wschodniej wał został zniszczony przez wybudowanie w tym miejscu piwnic dworskich. Niegdyś grodzisko od strony południowo-wschodniej i wschodniej było otoczone fosą. W wale południowym znaleziono ślady rowów strzeleckich. Grodzisko w Sońsku zostało wpisane do rejestru zabytków 26 marca 1960 roku.

## Archeologia
Na południe i południowym zachodzie od grodziska stwierdzono istnienie osady przygrodowej, z której powierzchni zebrano ułamki naczyń glinianych z XI i XII w. oraz kilka fragmentów ceramiki ze starszej fazy wczesnego średniowiecza. Na podstawie badań terenowych przeprowadzonych w 1937, 1957 i w 1966 określono czas funkcjonowania grodu na XI-XII wiek. Mimo upadku grodu, osada przygrodowa funkcjonowała jeszcze w XII i XIV wieku, chociaż znaleziono również niewielki procent ułamków naczyń z XIV i XV wieku. Podczas badań archeologicznych zrobiono dwa sondażowe wykopy. W pierwszym znaleziono kamienie (20cm x 20 cm) stanowiące pozostałość lica wałów, a w drugim fragmenty węgla drzewnego co może świadczyć o pożarze wału.